# GPTZero
GPTZero ist eine Software zur Erkennung von Texten und Textstellen, die mit großen Sprachmodellen erzeugt wurden. Sie wurde anfangs vor allem eingesetzt, um so generierte Schul- und Studienarbeiten zu erkennen, und hat in diesem Feld eine hohe Verbreitung erreicht (Stand 2024).
Während GPTZero für die Fähigkeit, akademische Täuschungsversuche zu verhindern gelobt wurde, wird auf der anderen Seite die Falsch-Positiv-Rate der Software kritisiert. GPTZero ist bei Investoren eines der erfolgreichsten KI-Identifizierungstools und wird sehr häufig eingesetzt (Stand Juli 2024).

## Geschichte
GPTZero wurde von Edward Tian, einem Studenten der Princeton-Universität, entwickelt, um Texte und Textstellen aufzuspüren, die mit Sprachmodellen erstellt wurden. Die Software wurde am 3. Januar 2023 online gestellt und schon in der ersten Woche 30.000 Mal genutzt. Aufgrund des großen Erfolgs gründete Tian zusammen mit Alex Cui ein Start-up, das im Mai 2023 bereits 3,5 Mio. Dollar Startkapital eingeworben hatte. Im Juli 2024 hatte GPTZero bereits 4 Mio. Nutzer und 10 Mio. Dollar von Investoren eingesammelt.
GPTZero bietet bereits ein KI-Klassifizierungsmodell an, das den Anteil KI-generierter Teile eines Textes anzeigt. Das Unternehmen kündigte im September 2024 an, ein weit umfassenderes Tool zur Überwachung des Schreibprozesses zu entwickeln. Die Nutzer dieser neuen Autorenplattform können Daten über ihren Schreibprozess zusammenstellen und weitergeben, z. B. den Verlauf der Texteingabe, die Anzahl der Autoren oder die Dauer der Bearbeitung. So kann der Entstehungsprozess überwacht und aufgezeichnet und später von Dritten überprüft werden. Dieses Tool wird vom Unternehmen „Origin“ genannt und kann als Plug-in in Microsoft Word integriert werden.

## Funktionsweise
Ziel der Entwickler von GPTZero ist, mit KI erstellte Texte oder Textabschnitte zu identifizieren. Dazu arbeitet GPTZero mit zwei Eigenschaften eines Textes, um zu erfassen, ob er von einer künstlichen Intelligenz verfasst wurde.
Die erste Eigenschaft ist die „Perplexität“ (deutsch: Unsicherheit). Sie ist ein Maß dafür, wie beliebig oder vertraut ein Text einem Sprachmodell erscheint, das heißt, ob der Satzbau und die Wortwahl typisch oder ungewöhnlich für ein Sprachmodell wäre. Sprachmodelle übernehmen die Eigenheiten der Textsammlungen, mit denen sie trainiert wurden. Je diverser ein Text diesbezüglich ausfällt, desto größer ist daher die Wahrscheinlichkeit, dass er von einem Menschen verfasst wurde.
Die zweite Eigenschaft eines Textes nennt das Unternehmen „Burstiness“ (deutsch: Zerreißfaktor). Diese bezieht sich auf die Komplexität und Varietät in Sätzen. Menschen neigen dazu, die Satzlänge zu variieren, lange Sätze und kurze Sätze abzuwechseln oder mal viele und dann wieder sehr wenige Adjektive zu nutzen. Maschinell erstellte Texte sind diesbezüglich gleichförmiger.
Neben der Überprüfung von Texten, die direkt von KI-Werkzeugen kopiert wurden, ist das Tool auch in der Lage, jene Teile eines Textes zu erkennen und hervorzuheben, die von einem Sprachmodell wie ChatGPT geschrieben oder umformuliert wurden. Nach GPTZero können mehrere Dateien zusammen hochgeladen werden, um eine effektive und schnelle Überprüfung von unterschiedlichen Texten sicherzustellen. Damit können Lehrer z. B. die Abgaben einer ganzen Klasse effizient überprüfen.

## Anwendungen
Die ersten Anwender des Tools waren Schulen und Universitäten, die es nutzten, um Arbeiten von Schülern und Studenten darauf zu überprüfen, ob diese mit einer KI erstellt wurden. Im Oktober 2023 schloss GPTZero eine Partnerschaft mit der US Teachers Union, der zweitgrößten Gewerkschaft der USA. Im Sommer 2024 wurde das Tool von der American Federation of Teachers und der School of Education der University of Virginia getestet. Auch Personalverantwortliche zeigten sich interessiert daran, Bewerbungsschreiben darauf zu überprüfen, ob sie mit KI erstellt wurden.
Auch wenn die meisten Anwender Schulen und Universitäten sind, ist es das Ziel von Tian, „dieses Tool so vielen Branchen wie möglich zur Verfügung zu stellen. Und zwar allen, die von KI betroffen sind, darunter Bildung, Finanzen, Journalismus und auch darüber hinaus wie Cybersicherheit.“

## Ergebnisse des Tools und Kritik
Forscher der University of Maryland stellten im März 2023 fest, dass verschiedene Tools zur Identifikation KI-generierter Texte nicht immer zuverlässig arbeiteten. Bereits einfaches Umschreiben der Texte reiche oft aus, um der Entdeckung zu entgehen. Dadurch könne die Genauigkeit eines Identifizierungstools von 97 Prozent auf 80 Prozent und im schlimmsten Fall auf 57 Prozent verringert werden. Dies gelte auch für Tools, die Wasserzeichenschemata verwenden oder auf neuronalen Netzen basieren.
In einer Studie von William H. Walters wurde GPTZero eine hohe Genauigkeit attestiert, viele KI-generierte Texte korrekt zu identifizieren: 5 Prozent wurden als inkorrekt, also fälschlich als von Menschen geschrieben eingestuft, 77 Prozent wurden korrekt als KI-generierter Text erkannt und bei 18 Prozent war sich das Tool unsicher. Andererseits hat GPTZero bei von Menschen geschriebenen Texten eine Unsicherheitsrate: 88 Prozent wurden korrekt als von Menschen geschriebener Text eingestuft, bei 10 Prozent war sich das Tool unsicher, die restlichen 2 Prozent wurden fälschlich als KI-generiert eingestuft.
Die Technik-Website Futurism lobte in einem Test die Geschwindigkeit der Software, bemängelte aber eine hohe Fehlerquote. Von acht von Menschen geschriebenen Texten habe GPTZero nur sechs als echt identifiziert, von acht Texten, die mit ChatGPT erstellt wurden, seien sieben erkannt worden. Auch die Washington Post stellte im August 2023 fest, dass Identifizierungswerkzeuge bisweilen unter falsch-positiven Ergebnissen litten, und gab Tipps, wie Studenten damit umgehen können.
Die Nachrichten-Website Ars Technica kommentierte, dass auch Menschen Sätze sehr regelmäßig schreiben können, was mitunter zu falsch positiven Ergebnissen führe. Der Autor Benj Edwards führte weiter aus, dass der Perplexitätswert nur das berücksichtige, was für die KI „überraschend“ sei. Das führe dazu, dass sehr gebräuchliche Texte, wie beispielsweise die US-Verfassung, als wahrscheinlich von der KI generiert eingestuft werden könnten.
Gründer Tian äußerte zu derartigen Beobachtungen, dass jedes Identifizierungstool blinde Flecken habe, an deren Reduzierung gearbeitet werde.